# Upplands runinskrifter 1110

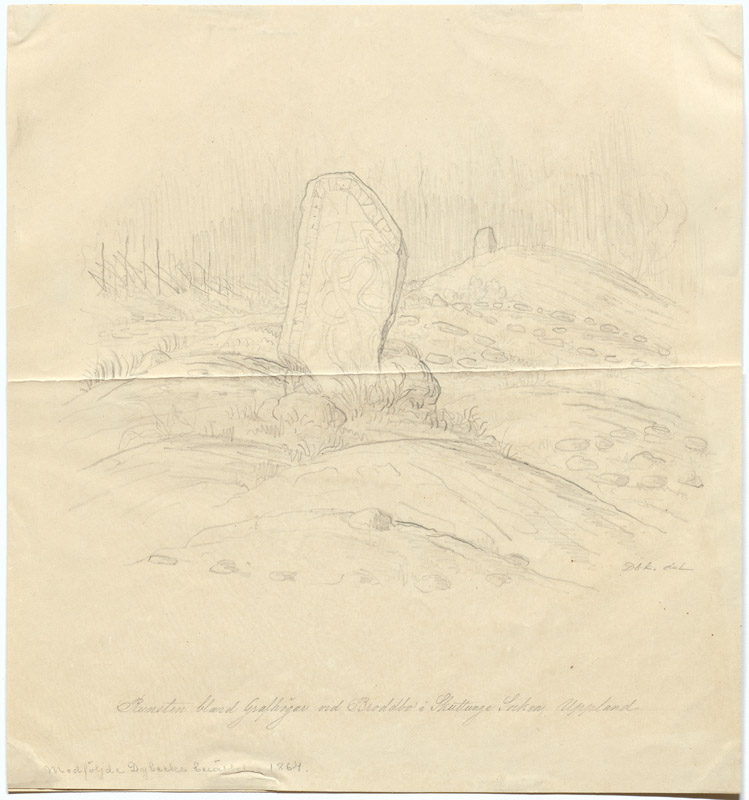
U 1110 på en blyertsteckning av Richard Dybeck.

Upplands runinskrifter 1110 är en vikingatida runsten av röd granit i Broddbo i Skuttunge socken och Uppsala kommun. Den har varit inmurad i en källare. Runstenen står i ett gravfält. Stenen är 1,43 meter hög, 0,65 meter bred och 0,25 meter tjock. Runstenen är något skadad i det nedre vänstra hörnet. Runhöjden är 6,5 centimeter. Stenen har tidigare varit dekorerad med en så kallad repstav längst ned.

## Inskriften
Translitterering av runraden:
h[inu]ntr + lit r(i)ta + sten + eftiʀ + kuþrikr [+ suer ' sin ·]
Normalisering till runsvenska:
''hinuntr let retta stæin æftiʀ Guðrikʀ, svær sinn.
Översättning till nusvenska:
... lät uppresa stenen efter Gudrik, sin svärfader.
Stenen är skadad vid ristningens början men möjligen är det en man vid namn "Anundr" som låter resa stenen efter sin svärfar.